# Burrasca

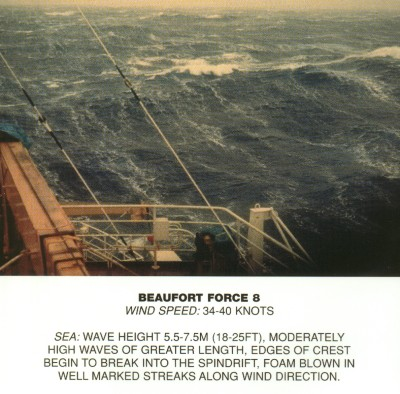
Burrasca nella scala Beaufort

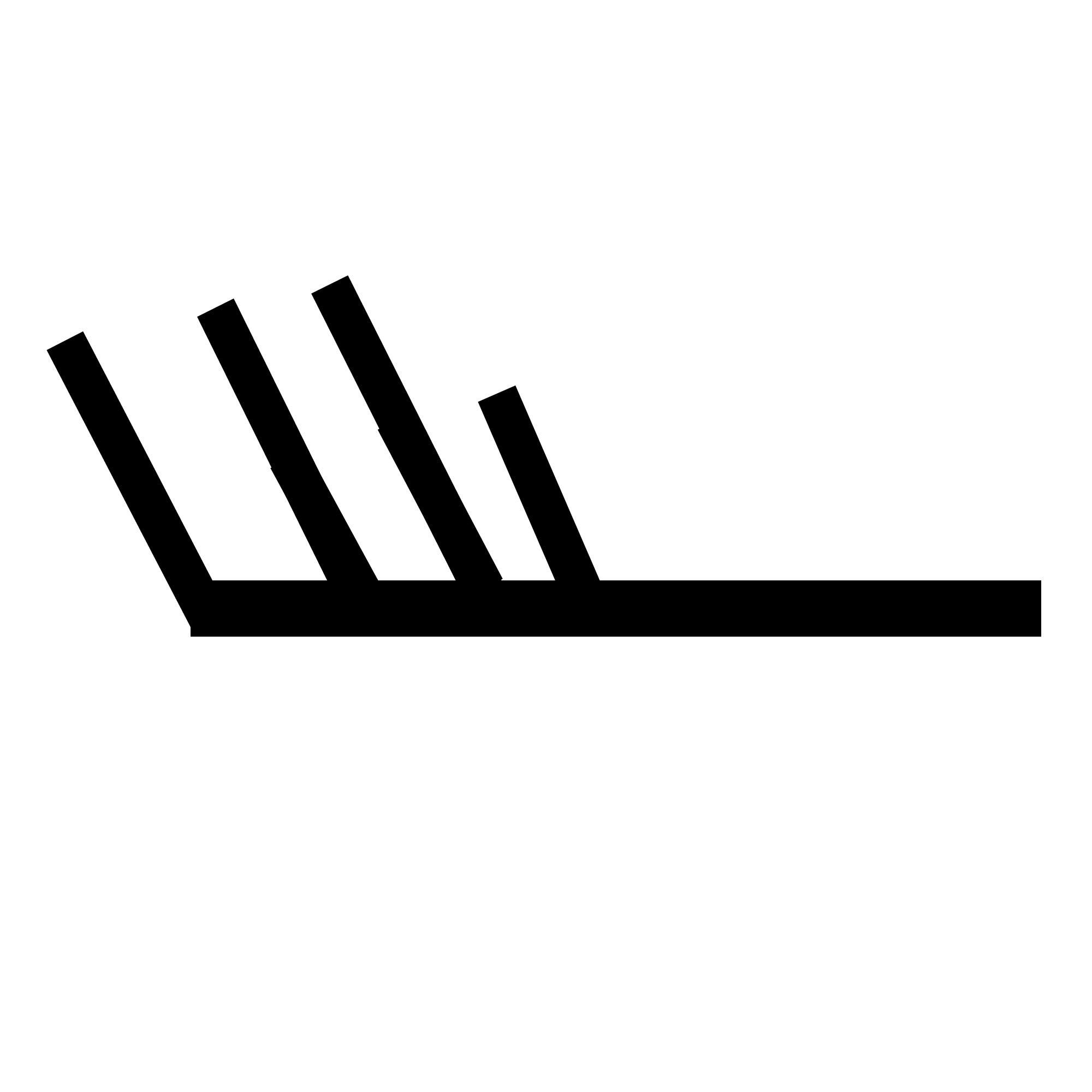
Simbolo usato per indicare il vento di burrasca

Il termine burrasca si riferisce al vento abbastanza forte appartenente all'ottavo grado della scala di Beaufort, in grado di strappare facilmente ramoscelli dagli alberi e rendere difficoltoso camminare controvento. Nel mare la burrasca comporta onde alte. Le creste si rompono e formano spruzzi vorticosi che vengono risucchiati dal vento. La velocità del vento di una burrasca in genere varia tra i 34 e i 40 nodi (vale a dire dai 63 ai 75 km/h oppure dai 17.2 ai 20.7 m/s). L'altezza media delle onde marine in genere è di 5.5 metri, le altezze massime difficilmente superano i 7.5 metri.

## Alcune formule empiriche

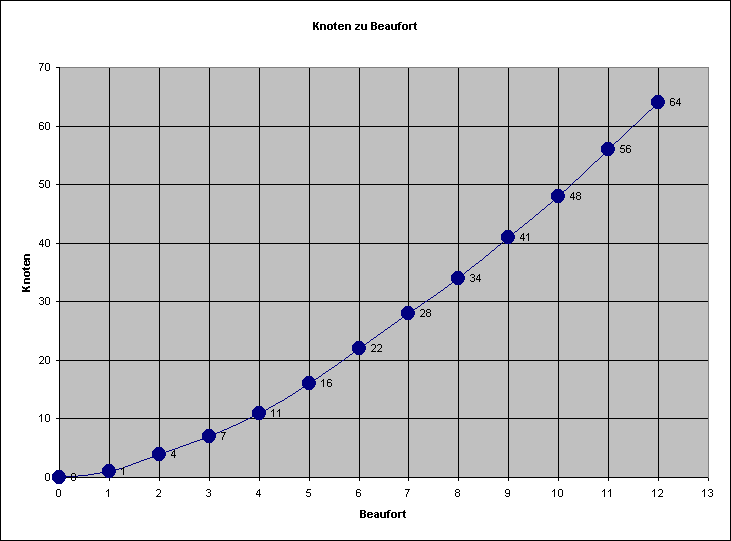
Grafico che mostra la relazione tra Forza del vento nella scala Beaufort e velocità del vento in nodi.

La velocità del vento {\displaystyle v} equivalente a 10 metri sopra il livello del mare e la sua forza {\displaystyle B} nella scala Beaufort possono essere correlati in modo abbastanza preciso tramite la formula empirica di seguito riportata in funzione delle diverse unità di misura della velocità:
velocità in m/s:
{\displaystyle v\approx 0.836{\sqrt {B^{3}}}}
Segue:
{\displaystyle B\approx 2.929{\sqrt[{3}]{v^{2}}}}
velocità in km/h:
{\displaystyle v\approx 3.0{\sqrt {B^{3}}}}
Segue:
{\displaystyle B\approx {\sqrt[{3}]{\frac {v^{2}}{9}}}}
velocità in nodi:
{\displaystyle v\approx 1.62{\sqrt {B^{3}}}}
Segue:
{\displaystyle B\approx 0.725{\sqrt[{3}]{v^{2}}}}
Le formule sono sostanzialmente corrette, anche se bisogna considerare che con velocità del vento al di sopra dei 118 km/h il calcolo diventa senza significato.
Una formula semplificata pure utilizzata nella nautica è la seguente, dove la velocità è espressa in nodi:
Per {\displaystyle B<8}:
{\displaystyle v\approx 5(B-1)}
Quindi:
{\displaystyle B\approx {\frac {v}{5}}+1}
Per {\displaystyle B>8}:
{\displaystyle v\approx 5B}
Quindi:
{\displaystyle B\approx {\frac {v}{5}}}